# Valerie Van Peel
Valerie-Anne (Valerie) Van Peel (Ekeren, 11 oktober 1979) is een Belgisch Vlaams-nationalistisch politica actief voor de N-VA. Sinds 26 april 2025 is ze de voorzitter van de N-VA.

## Levensloop
In 2002 werd ze licentiate in de communicatiewetenschappen aan de Universiteit Gent en in 2004 behaalde ze aan de Erasmushogeschool een postgraduaat in de journalistiek. Daarna liep Van Peel stage bij NRC Handelsblad. In 2005 werkte ze als redacteur voor het VTM-praatprogramma Recht van antwoord. Vervolgens werkte ze van 2005 tot 2006 als reporter bij Het Nieuwsblad, van 2006 tot 2007 als politiek journalist bij Actua-TV en van 2007 tot 2009 als politiek journalist bij het weekblad Dag Allemaal. 
Nadien was Van Peel van 2009 tot 2012 partijwoordvoerder van de N-VA en van 2011 tot 2012 fractiesecretaris van de N-VA in de Senaat. Van 2010 tot 2013 zetelde ze voor haar partij in de raad van bestuur van de VRT. Daarna was ze van 2013 tot 2014 adviseur van de Antwerpse gedeputeerden Luk Lemmens en Bruno Peeters.
Bij de gemeenteraadsverkiezingen van oktober 2012 werd ze gemeenteraadslid in haar woonplaats Kapellen als lijsttrekker van de N-VA-kieslijst die van 0 naar 8 zetels ging in de gemeenteraad. De N-VA sloot een bestuursakkoord met de Open Vld en Van Peel nam de functie op van schepen van Sociale Zaken en Emancipatiebeleid en voorzitter van het OCMW. Na de gemeenteraadsverkiezingen van oktober 2018 bleef ze schepen met de bevoegdheden Sociale Zaken, Wonen, Werk, Emancipatiebeleid en Armoedebeleid en OCMW-voorzitter van Kapellen. In september 2019 nam ze ontslag uit beide mandaten, om zich te concentreren op haar parlementaire functies. Wel bleef Van Peel aan als gemeenteraadslid, tot ze eind 2022 ook ontslag nam uit deze functie.
Bij de federale verkiezingen van mei 2014 werd ze verkozen als lid van de Kamer van volksvertegenwoordigers voor de kieskring Antwerpen. In de Kamer hield ze zich bezig met beleidsdomeinen als gezondheidszorg, ethische thema's, arbeidsmarkt en het armoede- en gelijke kansenbeleid en de strijd tegen seksueel en intrafamiliaal geweld. In mei 2019 werd ze herkozen. Dat jaar was ze eveneens kandidaat om Kamervoorzitter te worden, maar die functie ging uiteindelijk naar Patrick Dewael van Open Vld. Vervolgens werd ze eerste ondervoorzitter van de Kamer. Ze bleef deze functie uitoefenen tot aan het einde van haar parlementaire mandaat in juni 2024.
Op 6 februari 2021 werd Van Peel verkozen als ondervoorzitter van N-VA, samen met uittredend ondervoorzitter Lorin Parys.
Op 11 juni 2022 kondigde Van Peel aan te stoppen als ondervoorzitter en geen kandidaat meer te zijn bij de verkiezingen van juni 2024. Als reden gaf ze aan dat het moeilijk was om vanuit de oppositie wetsvoorstellen gestemd te krijgen en verandering te brengen, omdat de meerderheidspartijen door de partijtucht weigerden om voorstellen vanuit de oppositie goed te keuren, ook als ze erachter stonden, zoals haar wetsvoorstel om asbestslachtoffers beter te vergoeden.
Na haar politieke carrière werd Van Peel in 2024 zelfstandig consultant in communicatie en politieke strategie. Sinds januari 2025 is ze tevens lid van de raad van bestuur van de Koning Boudewijnstichting.
In maart 2025 koos ze toch weer voor de politiek en stelde ze zich kandidaat voor het voorzitterschap van de N-VA. Ze was de enige kandidaat. Op 26 april van dat jaar werd ze, zonder tegenkandidaten, met 96% van de stemmen tot voorzitter gekozen.

## Privé
Ze is de zus van comedian Michael Van Peel. Hun vader Dirk Van Peel was in Kalmthout OCMW-voorzitter voor CD&V. Ze is een achternicht van de CD&V-politicus Marc Van Peel.